# Turtaba, Mehedinți
Turtaba este un sat în comuna Isverna din județul Mehedinți, Oltenia, România.

## Vezi și

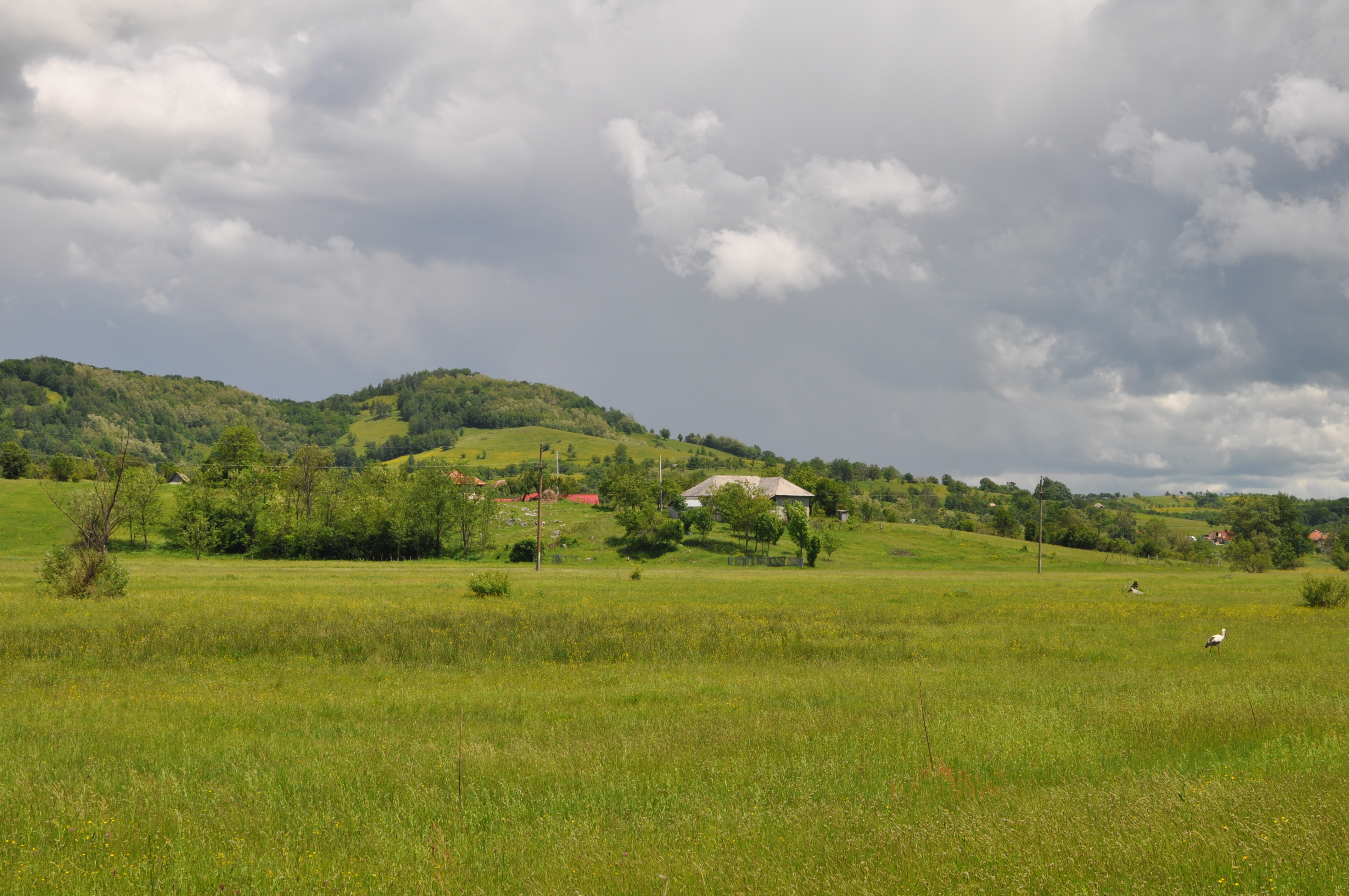
Turtaba, Mehedinți

- Biserica de lemn din Turtaba